# Argiolestes
Argiolestes är ett släkte av trollsländor. Argiolestes ingår i familjen Megapodagrionidae.

## Dottertaxa tillArgiolestes, i alfabetisk ordning[1]
- Argiolestes alfurus
- Argiolestes amphistylus
- Argiolestes angulatus
- Argiolestes annulipes
- Argiolestes armeniacus
- Argiolestes aulicus
- Argiolestes aurantiacus
- Argiolestes australis
- Argiolestes baltazarae
- Argiolestes bougainville
- Argiolestes celebensis
- Argiolestes coartans
- Argiolestes connectens
- Argiolestes convergens
- Argiolestes ephippiatus
- Argiolestes esuriens
- Argiolestes fontanus
- Argiolestes fontinalis
- Argiolestes forniculatus
- Argiolestes gizo
- Argiolestes griseus
- Argiolestes indentatus
- Argiolestes kirbyi
- Argiolestes kula
- Argiolestes lamprostomus
- Argiolestes luteipes
- Argiolestes macrostylis
- Argiolestes malaita
- Argiolestes metallicus
- Argiolestes microstigma
- Argiolestes minimus
- Argiolestes montivagans
- Argiolestes obiensis
- Argiolestes ochraceus
- Argiolestes ochrostomus
- Argiolestes ornatus
- Argiolestes pallidistylus
- Argiolestes parvulus
- Argiolestes pectitus
- Argiolestes postnodalis
- Argiolestes prothoracalis
- Argiolestes pusillissimus
- Argiolestes pusillus
- Argiolestes realensis
- Argiolestes saltator
- Argiolestes saltuarius
- Argiolestes sidonia
- Argiolestes simplex
- Argiolestes sponsus
- Argiolestes subornatus
- Argiolestes tenuispinus
- Argiolestes trigonalis
- Argiolestes tristis